# Classica di San Sebastián 2011
La Classica di San Sebastián 2011, trentunesima edizione della corsa, si svolse il 30 luglio 2011 su un percorso di 234 km. Fu vinta dal belga della Omega Pharma-Lotto Philippe Gilbert con un arrivo in solitario dopo uno scatto a quattro km dal traguardo.

## Squadre e corridori partecipanti
Alla competizione presero parte 21 squadre, le 18 iscritte all'UCI World Tour e tre con licenza Professional Continental (Geox-TMC, Caja Rural (ciclismo) e Andalucía-Caja Granada). Ogni squadra sarà composta da otto corridori ciascuna.
| N.      | Cod. | Squadra               |
| ------- | ---- | --------------------- |
| 1-8     | RAB  | Rabobank Cycling Team |
| 11-18   | HTC  | HTC-Highroad          |
| 21-28   | LEO  | Team Leopard-Trek     |
| 31-38   | RSH  | Team RadioShack       |
| 41-48   | LAM  | Lampre-ISD            |
| 51-58   | OLO  | Omega Pharma-Lotto    |
| 61-68   | BMC  | BMC Racing Team       |
| 71-78   | SBS  | Saxo Bank-Sungard     |
| 81-88   | SKY  | Sky Procycling        |
| 91-98   | KAT  | Katusha Team          |
| 101-108 | AST  | Pro Team Astana       |

| N.      | Cod. | Squadra                |
| ------- | ---- | ---------------------- |
| 111-118 | GRM  | Team Garmin-Cervélo    |
| 121-128 | LIQ  | Liquigas-Cannondale    |
| 131-138 | MOV  | Movistar Team          |
| 141-148 | EUS  | Euskaltel-Euskadi      |
| 151-158 | ALM  | AG2R La Mondiale       |
| 161-168 | QST  | Quickstep Cycling Team |
| 171-178 | VCD  | Vacansoleil-DCM        |
| 181-188 | GEO  | Geox-TMC               |
| 191-198 | CJR  | Caja Rural             |
| 201-208 | ACG  | Andalucía-Caja Granada |

## Ordine d'arrivo (Top 10)
| Pos. | Corridore         | Squadra        | Tempo    |
| ---- | ----------------- | -------------- | -------- |
| 1    | Philippe Gilbert  | Omega Pharma   | 5h48'52" |
| 2    | Carlos Barredo    | Rabobank       | a 12"    |
| 3    | Greg Van Avermaet | BMC            | a 14"    |
| 4    | Joaquim Rodríguez | Katusha        | s.t.     |
| 5    | Dries Devenyns    | Quickstep      | s.t.     |
| 6    | Fränk Schleck     | Leopard-Trek   | s.t.     |
| 7    | Haimar Zubeldia   | RadioShack     | s.t.     |
| 8    | Samuel Sánchez    | Euskaltel      | s.t.     |
| 9    | Rigoberto Urán    | Sky Procycling | s.t.     |
| 10   | Jelle Vanendert   | Omega Pharma   | a 50"    |

## Punteggi UCI
| Pos. | Corridore         | Squadra        | Punti |
| ---- | ----------------- | -------------- | ----- |
| 1    | Philippe Gilbert  | Omega Pharma   | 80    |
| 2    | Carlos Barredo    | Rabobank       | 60    |
| 3    | Greg Van Avermaet | BMC            | 50    |
| 4    | Joaquim Rodríguez | Katusha Team   | 40    |
| 5    | Fränk Schleck     | Leopard-Trek   | 30    |
| 6    | Jelle Vanendert   | Omega Pharma   | 22    |
| 7    | Haimar Zubeldia   | RadioShack     | 14    |
| 8    | Samuel Sánchez    | Euskaltel      | 10    |
| 9    | Rigoberto Urán    | Sky Procycling | 6     |
| 10   | Jelle Vanendert   | Omega Pharma   | 2     |

| Pos. | Squadra               | Punti |
| ---- | --------------------- | ----- |
| 1    | Omega Pharma-Lotto    | 104   |
| 2    | Rabobank Cycling Team | 60    |
| 3    | BMC Racing Team       | 50    |
| 4    | Katusha Team          | 40    |
| 5    | Team Leopard-Trek     | 30    |
| 6    | Team RadioShack       | 14    |
| 7    | Euskaltel-Euskadi     | 10    |
| 8    | Sky Procycling        | 6     |

| Pos. | Squadra     | Punti |
| ---- | ----------- | ----- |
| 1    | Belgio      | 154   |
| 2    | Spagna      | 124   |
| 3    | Lussemburgo | 30    |
| 4    | Colombia    | 6     |